# Latus rectum
O latus rectum de uma cônica é definido como a corda focal (segmento de reta que passa por um do(s) foco(s) da cônica de extremidade pertencentes à mesma) cujo comprimento é mínimo. Pode-se demonstrar que, em coordenadas retilíneas, segundo a convenção usual de representação canônica de elipses e hipérboles, o comprimento do latus rectum é dado por 2b²/a.
Na parábola, o comprimento do latus rectum equivale a 4 vezes a distância do foco até o vértice.

## Hipérbole e elipse
Na hipérbole e na elipse, o valor do comprimento do latus rectum é dado por:
{\displaystyle LR={\frac {2b^{2}}{a}}}. É a linha que passa pelo Foco e é paralela a diretriz. É importante lembrar que ela pode ser negativa ou positiva e por isso devemos por em módulos.